# 卡兰圭
卡兰圭（羅馬化：Kalanguy）是俄罗斯外贝加尔边疆区的市级镇，属奥洛维扬纳亚区，在区行政中心奥洛维扬纳亚东、边疆区首府赤塔东南方。
该地2021年人口有1,465人；2010年人口2,112；2002年人口2,800；1989年人口4,745。